# The Eye (musikalbum av KUKL)
The Eye är den isländska postpunk-gruppen KUKLs debutalbum. Albumet släpptes i september 1984 på Crass Records och nådde #6 på den brittiska topplistan UK Indie Chart.

## Om albumet
The Eye spelades in i januari 1984 i Southern Studios i London och producerades av Penny Rimbaud från gruppen Crass. Albumets titel kommer från Björks favoritbok, Story of the Eye av Georges Bataille (1928). Albumet innehåller låten "Dismembered" som är en ny version av gruppens debutsingel "Söngull" som  kom året innan. I den nya versionen har det mesta av gitarrspelet bytts ut mot flöjt och klockspel. Albumet har flera gånger återutgivits både av Crass Records och One Little Indian Records.

## Låtlista
| 1.           | Assassin                                    | 3:15  |
| 2.           | Anna                                        | 6:08  |
| 3.           | Open The Window And Let The Spirit Fly Free | 2:35  |
| 4.           | Moonbath                                    | 2:04  |
| Total längd: | Total längd:                                | 14:02 |

| 1.           | Dismembered  | 4:29  |
| 2.           | Seagull      | 3:02  |
| 3.           | The Spire    | 4:27  |
| 4.           | Handa Tjolla | 1:55  |
| Total längd: | Total längd: | 13:53 |

## Medverkande musiker
- Björk (Björk Guðmundsdóttir) – sång
- Einar Ørn (Einar Örn Benediktsson)  – sång, trumpet
- God Krist (Guðlaugur Kristinn Óttarsson) – elgitarr
- Birgir (Birgir Mogensen) – elbas
- Melax (Einar Arnaldur Melax) – enhandsflöjt, klockspel, harmonium, stråkar
- Trix (Sigtryggur Baldursson) – trummor